# Еохайд II мак Домангайрт
Еохайд II Гачконосий (Еохайд мак Домангайрт; гельської. Eochaid Riannamail, Eochaid mac Domangairt; загинув у 697) — король гельського королівства Дал Ріади в 697 році.

## Біографія
Еохайд II був сином короля Дав Ріад Домангарта II. У 697 році, після смерті короля Ферхара II, Еохайд сам став правителем Дал Ріади. «Пісня скоттів» характеризує Еохайда II як дуже хороброго короля. У 697 році він загинув у битві і новим королем став син його попередник на престолі Ейнбкеллах.
Деякі історики вважають, що його епітет — «Гачконосий» (Riannamail) — є невірним прочитанням імені Фіаннамайл. Таким чином, передбачається, що він і король Дав Ріад Фіаннамайл — це одне і те ж обличчя.
Один із синів Еохайда II, також Еохайд, згодом сам зійшов на престол Дав Ріад.